# Endo Anaconda

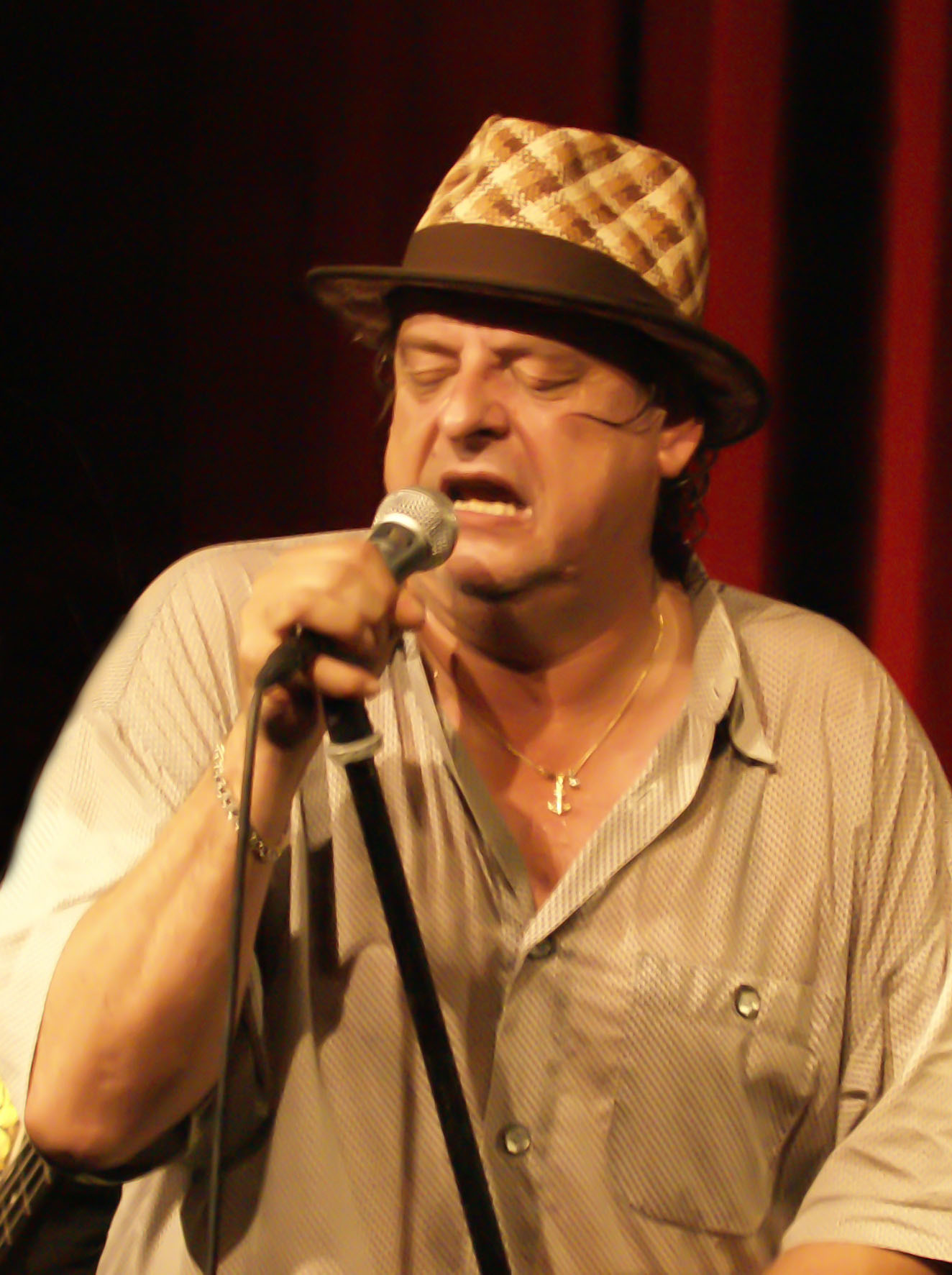
Endo Anaconda (2009)

Endo Anaconda (eigentlich Andreas Flückiger; * 6. September 1955 in Burgdorf; † 1. Februar 2022) war ein Schweizer Singer-Songwriter und Schriftsteller. Den Fantasienamen Endo wählte er, weil Ändu, eine berndeutsche Kurzform für Andreas, ausserhalb des Sprachgebiets nicht verstanden wurde. Bekannt war er in erster Linie als Sänger der Berner Mundart-Band Stiller Has.

## Leben
Endo Anaconda wurde als Sohn einer österreichischen Mutter aus Kärnten und eines Schweizer Vaters geboren. Seine Kindheit verbrachte er zunächst in Biel. Als Fünfjähriger verlor er seinen Vater, einen Polizisten, als dieser bei einem Autounfall tödlich verunglückte. Mit zwölf Jahren wurde er in ein Internat nach Klagenfurt geschickt; später zog seine Familie dorthin nach. In Wien absolvierte er eine Lehre als Siebdrucker.
In den frühen 1980er-Jahren kam Anaconda in die Schweiz zurück und spielte in verschiedenen Berner Musikgruppen, unter anderem bei Caduta Massi und den Alpinisten. 1989 gründete er mit Balts Nill die Band Stiller Has und brachte mit ihm zusammen ihre erste gemeinsame MC mit dem Titel Stiller Has heraus. Ab 2002 trat die Band mit dem bis dahin als Gastmusiker agierenden Gitarristen René «Schifer» Schafer als Trio auf, ab 2005 änderte sich die Zusammensetzung der Band mehrfach. Insgesamt hat Stiller Has elf Studioalben und drei Live-Alben veröffentlicht.

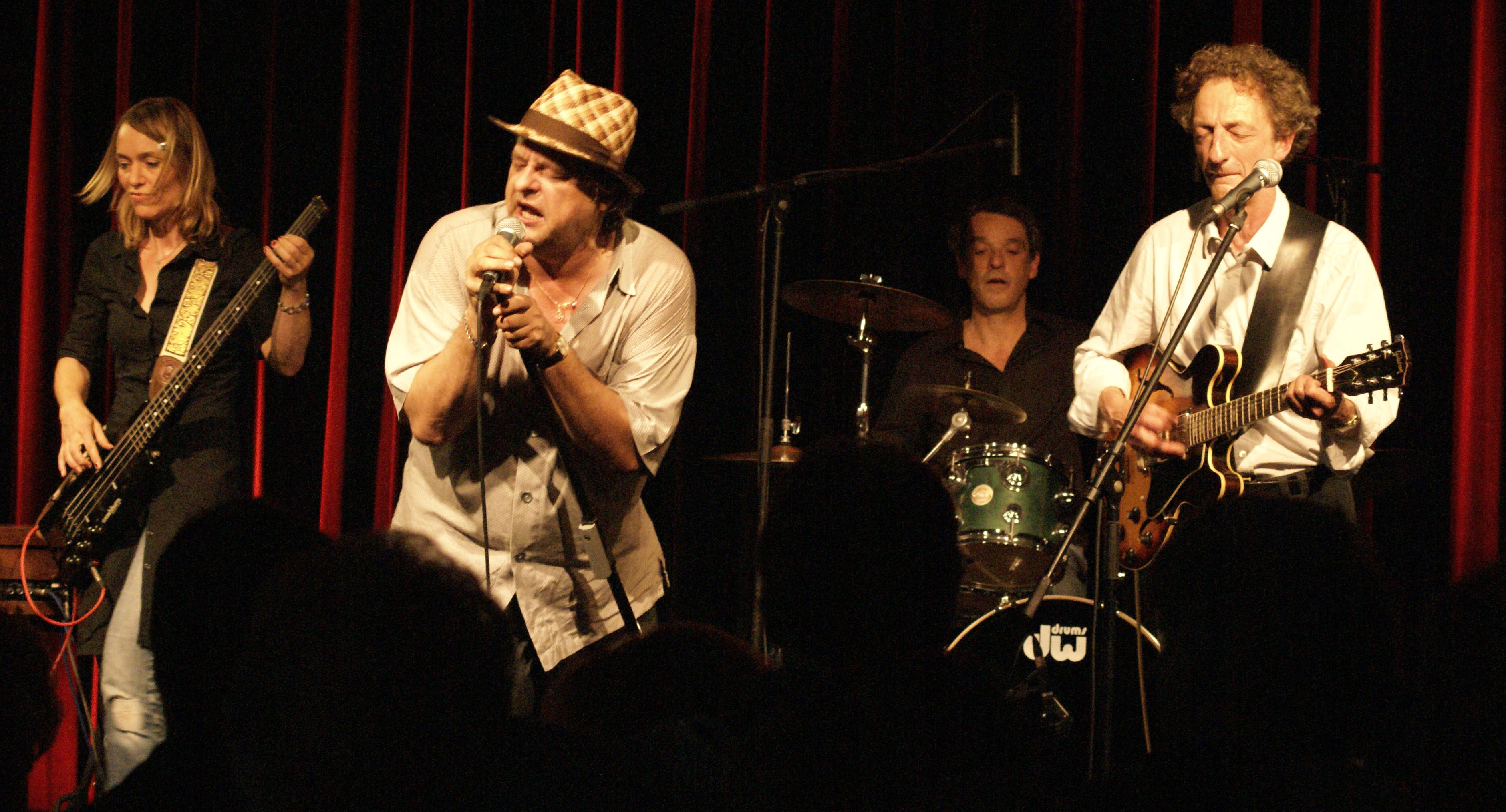
Endo Anaconda mit Stiller Has, 2009

Anaconda war regelmässiger Kolumnenschreiber in der Berner Zeitung unter dem Pseudonym Bärbeisser und für die Coopzeitung. 2005 erschien eine Auswahl seiner Bärbeisser-Kolumnen unter dem Namen Sofareisen im Ammann Verlag; damit war er fast ein halbes Jahr auf Platz 1 der Schweizer Buchbestsellerliste. Ab 2007 schrieb er auch für das Magazin Faces.  Sein erstes Bühnenstück «Auspacken» wurde am 6. März 2010 am Luzerner Theater uraufgeführt.
Anaconda hatte drei Kinder von drei Frauen, war seit 2018 Wochenaufenthalter in Erlinsbach (AG) und lebte sonst in der Emmentaler Gemeinde Trub.
Anaconda starb am 1. Februar 2022 im Alter von 66 Jahren an den Folgen von Lungenkrebs.

## Politische Haltung und politisches Engagement
Auch politisch war Endo Anaconda aktiv. Jede kreative Phase bedinge vorher eine Phase der Musse oder der Faulheit, beim Warten auf eine gute Idee, auch beim Songschreiben. Zudem solle Geld im Wirtschaftskreislauf bleiben und nicht für irgendwelche Spekulationen verzockt werden. Wenn alle jeden Monat bedingungslos ein paar Tausend Franken bekämen, könnte das ein Schritt sein hin zu einer Gesellschaft, die das Geld nicht braucht. «Das Grundeinkommen macht das Geld etwas weniger wichtig und die Leute freier.» Anaconda engagierte sich daher in der Initiative Grundeinkommen und auch für die Erhaltung der rumänischen Wassertalbahn.

## Auszeichnungen
- Salzburger Stier 1995
- Deutscher Kleinkunstpreis 1995
- Berner Musikpreis 2015
- Schweizer Musikpreis 2017
- La Grande Bellezza Lifetime Award 2019
- 2022 Tribute Award (posthum), Swiss Music Awards[10]

## Bücher
- Hasentexte. Mit Fotos von Francesca Pfeffer und Liner Notes von Urban Gwerder. Limmat, Zürich 1999, ISBN 3-85791-332-0
- Sofareisen. Ausgewählte und kommentierte Kolumnen 2001–2005. Ammann, Zürich 2005, ISBN 3-250-60082-2[11]
- Walterfahren. Kolumnen 2007–2010. Secession, Zürich 2011, ISBN 978-3-905951-11-0